# Berste
Die Berste ist ein linker Nebenfluss der Spree, der südöstlich von Berlin im Bundesland Brandenburg fließt.
Die Berste entspringt in mehreren Quellbächen am nordöstlichen Rand des Lausitzer Grenzwalls und fließt Luckau querend nördlich in das Baruther Urstromtal und dann nach Osten abbiegend der Spree nördlich von Lübben zu.
In Luckau vereinigen sich hinter dem Stadtgraben zwei Arme der Berste: das aus südwestlicher Richtung kommende Goßmarer Fließ und die südlich im Ortsteil Weißack der Gemeinde Heideblick entspringende eigentliche Berste, die bis Beesdau auch als Altes Fließ bezeichnet wird. Teilweise wird auch das Goßmarer Fließ als Berste bezeichnet. Dieses entsteht aus dem Zusammenfluss der Mühlenbäche Gehrener Mühlenfließ und Waltersdorfer Fließ, an denen sich insgesamt über ein Dutzend Wassermühlen befinden. Deren Quellen liegen jeweils westlich des Bahndamms der Dresdener Bahn am östlichen Rand des Naturparks Niederlausitzer Landrücken. Ein weiterer Wasserarm des Goßmarer Fließes ist der Kohlegraben, der aus Bornsdorf kommt und das Wasser der Quellbäche und Gräben aus den Ortsteilen bzw. Fluren Weißack, Trebbinchen, Bornsdorf, Grünswalde und zum Teil aus Gehren und Waltersdorf aufnimmt.
Der südliche Quellbach durchfließt von den Höhen des Niederlausitzer Landrückens kommend zunächst den Ortsteil Bornsdorf der Gemeinde Heideblick. Weiter südlich wird das Gebiet, der in der Nähe liegenden Bornsdorfer Teiche, durchquert, um danach in nordöstlicher Richtung die Niederungen des Naturschutzgebiets Borcheltsbusch, das als Raststätte für Kraniche bekannt ist, zu erreichen. Danach fließt die inzwischen eingedeichte Berste nördlich nach Luckau, wo sie nach Umrundung der Calauer Vorstadt hinter dem Stadtgraben das Wasser des Goßmarer Fließes aufnimmt. Von Luckau an ist die Berste bis zur Mündung in die Spree wegen der Überschwemmungsgefahr und des teilweise sumpfigen Geländes stark drainagiert und reguliert.